# Екої
Еко́ї (еджагам Ejagham; йакур, йако) — народ мовної підгрупи бенуе-конго на південному сході Ніґерії (Західна Африка).

## Територія проживання, чисельність і субетноси
Люди екої проживають у нігерійському штаті Крос-Рівер — у районі, обмеженому річкою Крос і кордоном з Камеруном (також у прикордонні).
Про загальну чисельність екої судити складно, за оцінками на сер. 1990-х рр. вона становить бл. 0,5 млн чол..
Екої поділяються на такі субетнічні групи: власне екої, акажу, кеака, нкумм, нде, олулумау, ассумбо-амбеле, бан'янґі, манта, абанґ.

## Мова і релігія
Мова (мови) екої належить до мовної підгрупи бенуе-конго нігеро-конголезької групи конго-кордофанської мовної родини.
У екої відоме існування піктографічної писемності нсібіді.
Екої сповідують традиційні культи.

## Історія і суспільство
Про ранню етнічну історію екої відомо небагато. Достеменним фактом є те, що у XVII—XVIII ст.ст. екої правили за джерело рабів для работоргівців з народів ефік та ібібіо.
Аж до 20-х рр. ХХ ст. екої розвивались в ізоляції, що посприяло певній консервації значного числа пережитків старовини, як у суспільному устрої, так і побуті й віруваннях і в культурі в цілому.
Основу соціальної організації екої складають сільські общини, великі родини, родова організація, чоловіче таємне товариство «чоловіків-леопардів» Еґбо, що створене екої, поширилось у всій Південній Нігерії, вкл. із заселеними ефік-ібібіо землями; жіночі таємні товариства (наприклад, Екпа), вікові групи, корпоративні асоціації мисливців за головами.

## Господарство і культура
Основні традиційні заняття екої — ручне підсічно-вогневе землеробство (ямс, маніок, батати, арахіс) і мисливство.
Серед ремесел розвитку набули ткацтво, гончарство, різьблення на дереві (маски, напнуті шкірою й щедро інкрустовані; фігурки предків у вигляді сильно видовжених стовпів, увінчаних стилізованими головами).
Житло екої — обмазана глиною хатина з жердин і трави, кругла в плані з конічною верхівкою.
За одяг екої традиційно правили пов'язки на стегнах.
Основу раціону складала рослинна їжа.
У екої розвинутий усний фольклор і міфологія. Верховним божеством є небожитель Обассі Оссо, його «земним представником» виступає дідо (праотець) Єтим Не. Міфологічні уявлення екої знаходять живий зв'язок з тотемізмом. На могилах верховних жерців екої знаходили антропоморфні кам'яні моноліти - Акванчі.